# Casaletto Spartano
Casaletto Spartano è un comune italiano di 1 226 abitanti della provincia di Salerno in Campania.

## Geografia fisica
- Classificazione sismica: zona 2 (sismicità media), Ordinanza PCM. 3274 del 20/03/2003.
- Classificazione climatica: zona D, 1431 GG.

## Storia
Di origine medioevale il paese, secondo una leggenda locale, si sviluppò intorno all'antica contrada "Spartoso", da cui potrebbe derivare il nome Spartano. L'abbandono del vecchio nucleo, sempre secondo questa vecchia leggenda, fu causato da un'invasione di formiche. Molto più verosimilmente il primo nucleo del paese sorse ai piedi del monte Difesa perché il luogo era ricco di acqua, essendo presenti in zona numerose sorgenti e un piccolo fiume. Il primo documento che può dare una collocazione storiografica al paese è una piccola lapide di pietra con scritta in latino attualmente posta all'ingresso della navata laterale sinistra della chiesa madre di San Nicola, la quale ricorda la consacrazione della chiesa, recante la data del 1177. Il toponimo "Casaletto" deriva, come si può facilmente dedurre, da "casale". Infatti Casalecti, nel medioevo, era, insieme a Bactalearum (Battaglia) un casale delle terre di Tortorella. Nel 1562 i casali di Casaletto e Battaglia furono venduti da Trojano Spinelli, marchese di Mesoraca, principe di Scalea e signore delle terre di Tortorella, al barone D. Giovanni Antonio Gallotti e quindi staccati dal feudo originario
Nel Seicento il paese fu, come tutta l'Italia meridionale, colpito dalla peste del 1656, che ridusse la popolazione a meno della metà.
L'unificazione dei Comuni di Casaletto e Battaglia avvenne nel 1810, per ordine del generale francese Charles Antoine Manhès. Questi ebbe l'incarico dal re di Napoli, Gioacchino Murat, di risolvere il problema del brigantaggio (filoborbonico) nel regno delle Due Sicilie. Giunto nel golfo di Policastro mandò ordini al sindaco di Casaletto di apprestare foraggi e vettovaglie per il suo esercito. Il sindaco però, volutamente o per scarsità di mezzi, non provvide a soddisfare le richieste del generale che, giunto in paese e sospettando il sindaco di essere in combutta con i briganti filoborbonici, lo fece fucilare nel luogo detto "alle pietre del Campo", ordinando la riunificazione dei comuni di Casaletto e Battaglia e imponendo al sindaco di Battaglia di trasferirsi a Casaletto, che fu eletto a capoluogo.
Il termine "Spartano" fu aggiunto a "Casaletto" solo dopo l'unità d'Italia. Esso deriva da "sparto", una pianta delle aree mediterranee, presente quasi ovunque nel territorio casalettano.
Oggi Casaletto Spartano è costituito dai due principali centri abitati che sono la vicina frazione Battaglia e il capoluogo, più tutta una serie di contrade rurali, circa una trentina, sparse su tutto il territorio che ha una superficie complessiva di oltre 70.17 km². Casaletto Spartano e Battaglia sono divise dal corso d'acqua Rio di Casaletto e collegate tra di loro con alcuni sentieri.
Dal 1811 al 1860 fece parte del circondario di Vibonati, appartenente al distretto di Sala del regno delle Due Sicilie.
Dal 1860 al 1927, durante il regno d'Italia, fece parte del mandamento di Vibonati, appartenente al circondario di Sala Consilina.

### Simboli
Lo stemma del comune è stato riconosciuto con decreto del capo del governo del 18 aprile 1934.

## Monumenti e luoghi d'interesse

### Il Capello

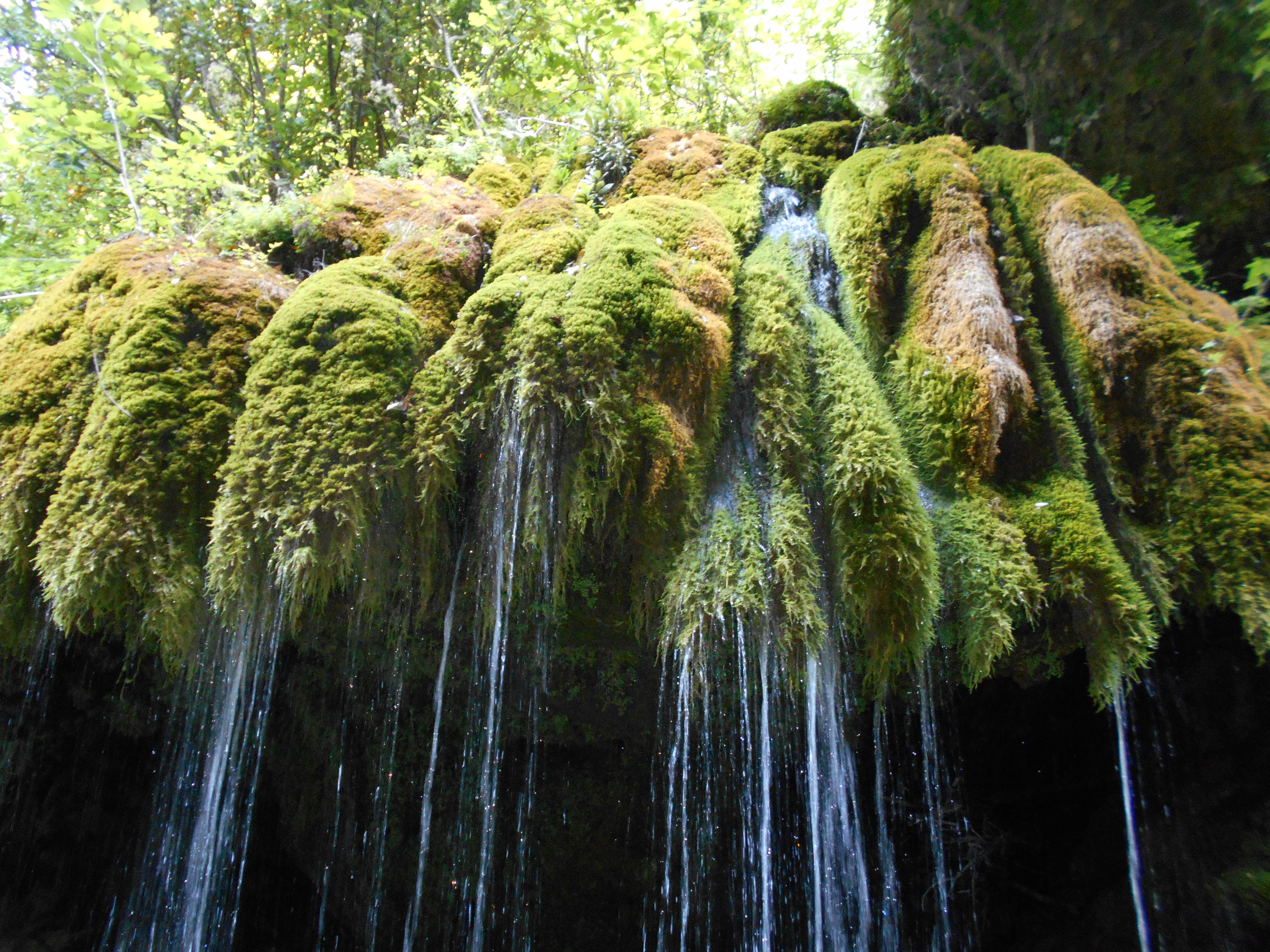
cascate Capelli di Venere

Il luogo maggiormente rappresentativo di Casaletto, è senz'altro “Il Capello”.
Tale località si inserisce in un complesso sorgitivo contraddistinto da un elevato valore ambientale. La località prende il nome dalla cascata "Capelli di Venere" la cui denominazione deriva dalla rigogliosa crescita della pianta Capelvenere. In prossimità del corso d'acqua si trova anche un mulino ben conservato e un vecchio rudere denominato "Sorgitore", che consente la deviazione delle acque provenienti dalla sorgente che ha origine presso la località Melette, in modo che una parte delle acque alimentino il mulino e la restante parte vadano a finire nel fiume. Il Capello presenta anche tutta una serie di percorsi interni che consentono di visitare vari luoghi panoramici che il corso d'acqua crea lungo il suo tragitto.

### Aree naturali
In passato, la necessità di collegamenti brevi fra i diversi centri abitati posti soprattutto in prossimità del Rio di Casaletto, ha portato alla nascita di una serie di sentieri che collegano le diverse contrade rurali fra di loro ed in particolare a Casaletto Spartano e la frazione Battaglia. Fra i più importanti vi è senz'altro quello religioso delle "Rocche", ma anche il sentiero di "Cannati" e quello che collega in Capello con il mulino di "Felice Bello". La caratteristica principale di questi sentieri è senz'altro il fatto che si sviluppano lungo il Rio di Casaletto, attraversando luoghi incontaminati e consentono di osservare il corso d'acqua lungo il suo tragitto.
Sul territorio casalettano sono presenti numerose grotte carsiche che sino ad oggi sono state esplorate solo da pochi curiosi. Le principali sono quelle di Mariolomeo e quelle del Vottarino. Le grotte sono accessibili solo a persone esperte e solo per alcuni periodi dell'anno.

## Società

### Evoluzione demografica
Abitanti censiti

## Geografia antropica

### Frazioni e località
- La frazione maggiore, Battaglia, è un borgo medievale risalente circa al XII secolo col nome di Bactalearum. Essa sorge a meno di 300 metri (in linea d'aria) da Casaletto, da cui dista 3 km di strada. In base allo statuto comunale essa è l'unica località riconosciuta come frazione propriamente detta.[7][8]
- La frazione di Fortino sorge sul confine con la Basilicata, ed una parte minore del suo abitato appartiene al comune lucano di Lagonegro, in provincia di Potenza. Essa rappresenta, quindi, un rarissimo caso di frazione divisa fra due amministrazioni regionali.[9][10][11]
- Vi sono inoltre 24 località[8], costituite da piccoli gruppi di case e cascine rurali, e popolate da poche decine di abitanti. Esse sono: Affonnatora[12], Barbieri, Caravo, Castagna Grossa, Castello, Cerreta, Chiapponi, Conca, Farneto[13], Gioncoli, Grimalziali[14] (o Gramiziali), Marano, Mariolomeo[12], Melette, Monte Grosso, Pantanelle, Pié dei Balzi, San Teodoro[13], Serra dell'Edera, Sisamo, Valle Frassino, Vallennora, Vallonsecco	e Varco delle Chiappe.

## Infrastrutture e trasporti

### Strade
- Strada provinciale 16 Innesto Statale Bussentina-Caselle in Pittari-Casaletto Spartano-Torraca-Sapri.
- Strada provinciale 349 Battaglia-Casa Le Chiappe.

### Ferrovie
- Stazione di Casaletto Spartano-Battaglia sulla ferrovia Sicignano degli Alburni-Lagonegro (servizio sostitutivo con bus).

## Amministrazione

### Sindaci
| Periodo        | Periodo        | Primo cittadino   | Partito                           | Carica  | Note |
| -------------- | -------------- | ----------------- | --------------------------------- | ------- | ---- |
| 23 aprile 1995 | 13 giugno 1999 | Rocco D'Ambrosio  | centro                            | Sindaco |      |
| 13 giugno 1999 | 13 giugno 2004 | Giacomo Scannelli | centro-sinistra                   | Sindaco |      |
| 13 giugno 2004 | 7 giugno 2009  | Giacomo Scannelli | lista civica                      | Sindaco |      |
| 7 giugno 2009  | 26 maggio 2014 | Francesco Polito  | lista civica                      | Sindaco |      |
| 26 maggio 2014 | 27 maggio 2019 | Giacomo Scannelli | lista civica Passione casalettana | Sindaco |      |
| 27 maggio 2019 | 10 giugno 2024 | Concetta Amato    | lista civica Insieme si può       | Sindaco |      |
| 10 giugno 2024 | in carica      | Concetta Amato    | lista civica Insieme si può       | Sindaco |      |

### Altre informazioni amministrative
Le competenze in materia di difesa del suolo sono delegate dalla Campania all'Autorità di bacino regionale Sinistra Sele e all'Autorità di bacino interregionale del fiume Sele.
Il comune fa parte della Comunità montana Bussento - Lambro e Mingardo